# 放浪隼純情双六 Live 2000-2003
『放浪隼純情双六 Live 2000-2003』（ほうろうはやぶさじゅんじょうすごろく ライブ-）は、日本のロックバンド・スピッツの2枚組ライブDVD BOX。完全予約限定商品として、2003年12月17日にユニバーサルミュージックより発売。レーベルはユニバーサルJ。2013年12月18日に再発された。

## 概要
2000年から2003年の間に敢行された4つのツアー「放浪2000」「隼2001」「純情2001」「双六2002-2003」から選曲、構成。100ページのフォトブックに2枚のDVDを収めたボックス仕様となっている。2003年内の期間限定生産。わずか2週間という生産期間であったために早々と完売し、オークションや市場ではプレミアが付いていた。
本作を限定生産とした経緯として、デビューから10年間のライヴ映像を総括した『ジャンボリー・デラックス LIVE CHRONICLE 1991-2000』と選曲が被らないよう配慮した結果、ややマニアックな選曲になり、初めてスピッツの映像作品に触れるには「弱い」商品になるという考えから、コアなファン向けの商品となるように企画された。オフショット映像や、通常のライヴ作品ではあまりピックアップされないMCも、上記のような経緯から収録している。
長年入手困難となっていたが、多くの新規ファンや発売当時買い逃したファンからの強い要望から、発売からちょうど10年経った2013年12月18日に再発が決定した。2枚組だったDVDは1枚にまとめられ、豪華ケース・100ページ写真集なしの廉価版としてのリリースとなる。また、なるべく廉価でのリリースを目指したことや、クオリティの問題からBlu-ray Discでの発売はないとしている。
本作の再発によって、市場から抜け落ちていた『ジャンボリー・デラックス』と『とげまる20102011』初回盤収録『あまったれ2005』の間を本作の4年間の記録により補完するという意味もある。

## 収録曲
DISC 1
1. ローテク・ロマンティカ
2. 今
3. エスカルゴ
4. 青い車
5. 8823
6. 海を見に行こう
7. 冷たい頬
8. ハネモノ
9. 僕の天使マリ
10. ヒバリのこころ
11. メモリーズ・カスタム
12. ガーベラ
13. ミカンズのテーマ
14. 俺のすべて
15. けもの道
16. 遥か
17. 夜を駆ける

（1～3、9～11、17）2003年1月23日 NHKホール　【双六2002-2003】
（4～8、12～16）2003年5月6日 川口リリア メインホール　【双六2002-2003】
DISC 2
1. オフショット（1）
2. 放浪カモメはどこまでも
3. オフショット（2）
4. ウサギのバイク
5. オフショット（3）
6. 海とピンク
7. ホタル
8. オフショット（4）
9. スカーレット
10. いろは
11. オフショット（5）
12. 俺のすべて
13. オフショット（6）
14. 空も飛べるはず

（2、4、7、9、12）2001年5月17日 渋谷公会堂　【隼2001】
（10）2001年11月28日 渋谷公会堂　【純情2001】
（6、14）2000年9月23日 赤坂BLITZ　【放浪2000】